# Velšské knížectví
Velšské knížectví (velšsky Tywysogaeth Cymru, anglicky Principality of Wales) byl státní útvar podřízený Anglickému království, existoval mezi lety 1216 a 1536. Jeho historie začíná dobytím nezávislého Walesu anglickým králem Eduardem I. Eduard spoutal Wales kruhem královských hradů a zavedl titul „Kníže velšský“ (Prince of Wales), jehož držitelem je následník anglického (dnes britského) trůnu. Proti anglické nadvládě se několikrát zvedl odpor, největší povstání vedl v 15. století Owain Glyndŵr, který si uchoval nad Walesem kontrolu po několik let. V roce 1536 byl Wales plně připojen k Anglii, velšská legislativa spojena s parlamentem ve Westminsteru.

## Historie

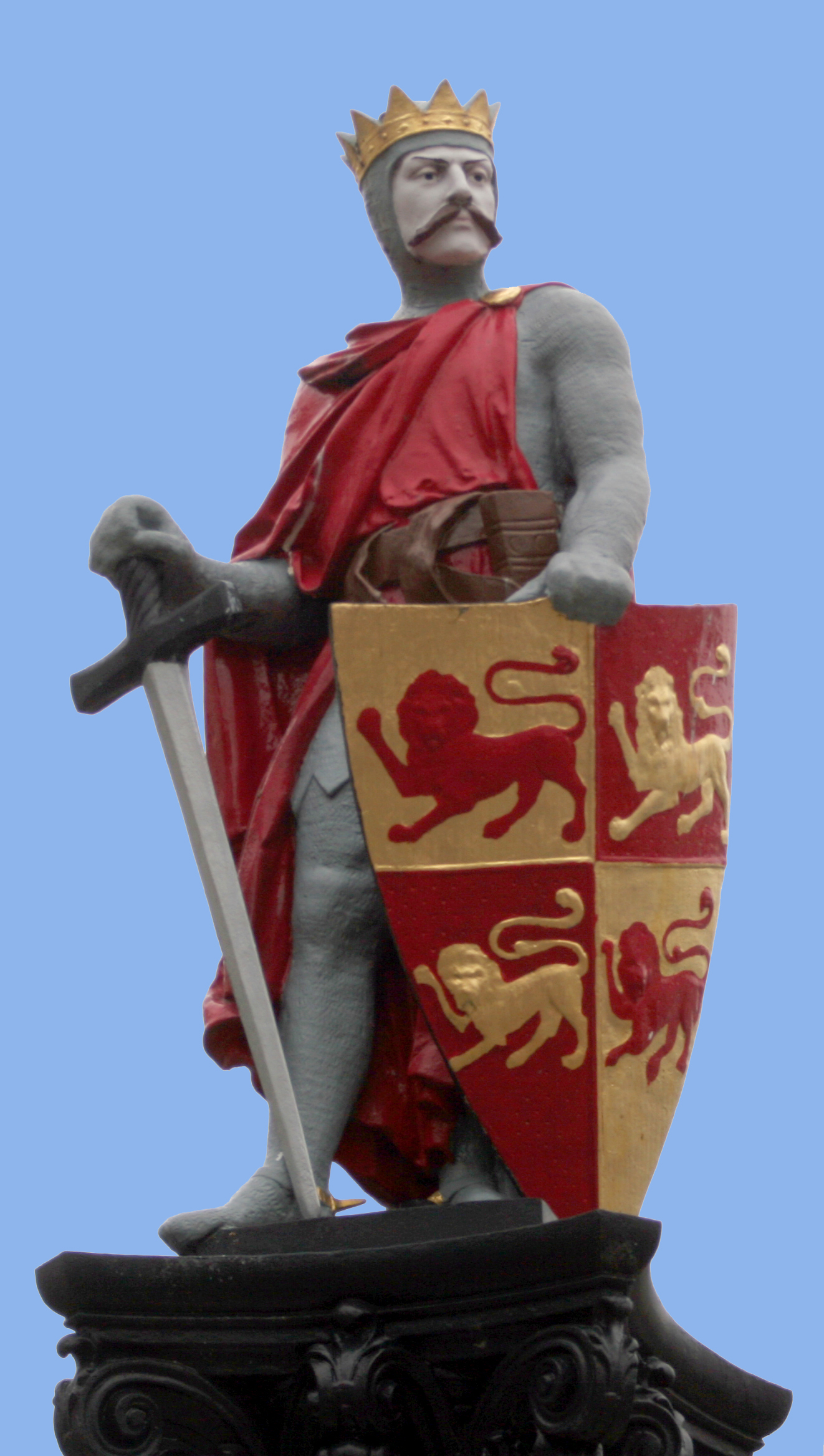
Llywelyn ap Iorwerth, vládce Gwyneddu a nakonec celého Walesu (1195–1240)

Po celý středověk provázel Wales boj s Anglií, tedy nejprve s Anglosasy a posléze Normany. Obsadit Wales se podařilo až anglickému králi Eduardu I. na konci 13. století.

### Dobytí Walesu
Král Eduard vydal nařízení, kterým omezil platnost velšských zákonů a nechal postavit soustavu kamenných hradů, které měly udržet anglickou nadvládu nad Walesem. Završením nadvlády bylo udělení titulu prince z Walesu jeho nejstaršímu synovi a dědici roku 1301. Wales se stal součástí Anglie, i když jeho obyvatelé mluvili odlišným jazykem a měli odlišnou kulturu. Angličtí panovníci zřídili velšskou radu, jíž občas předsedal následník anglického trůnu. Rada se běžně scházela v Ludlow.
Velšané se proti anglické nadvládě několikrát vzbouřili. Roku 1400 velšský šlechtic Owain Glyndŵr vedl povstání proti Jindřichovi IV. Pod jeho vedením velšské vojsko mnohokrát porazilo Angličany a po několik let kontrolovalo většinu země. V té době bylo také svoláno jednání velšského parlamentu a vytvořen plán na založení dvou univerzit.

### Ovládnutí Anglií

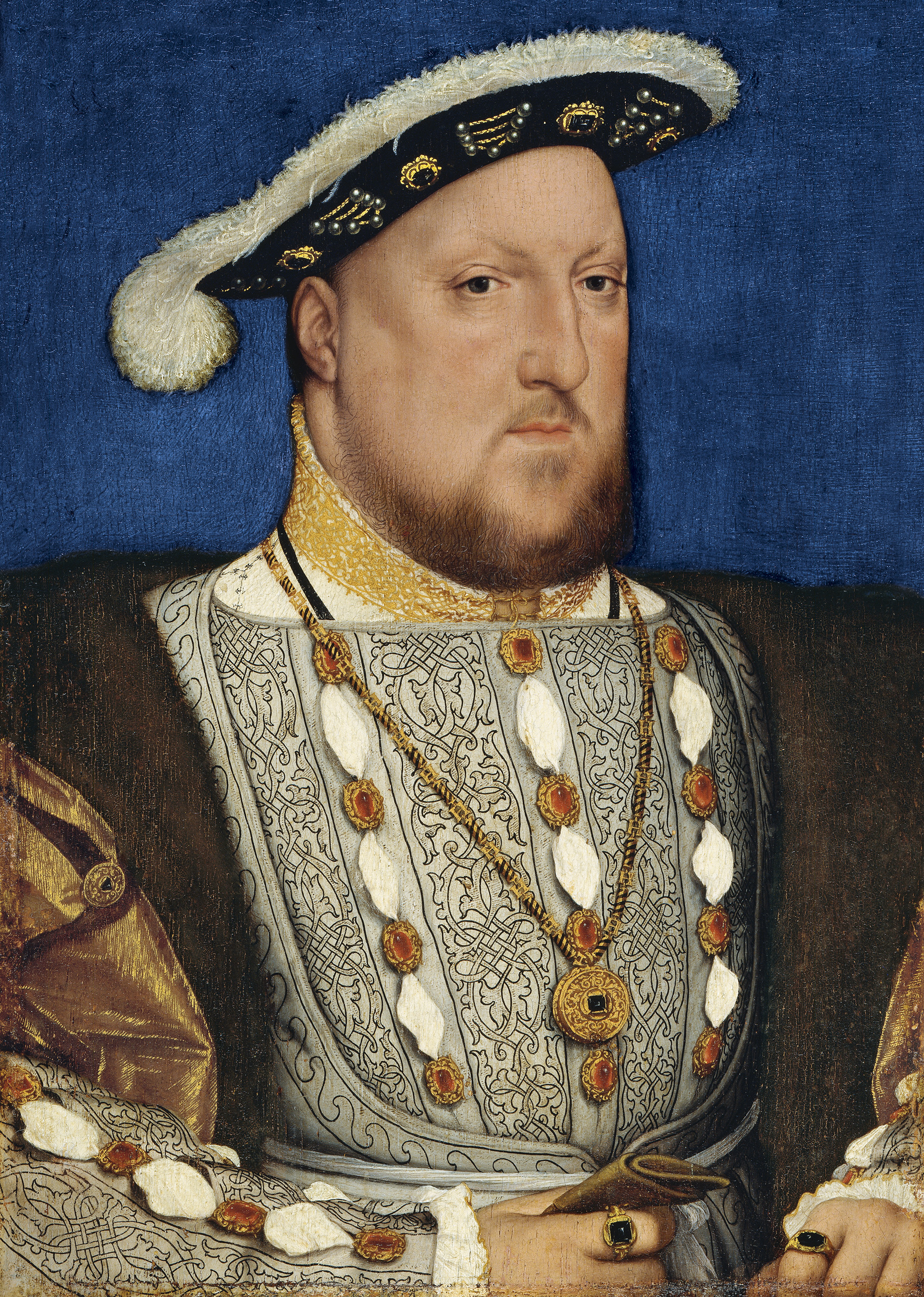
Jindřich VIII., který ustanovil Wales součástí Anglie

Angličané nakonec byli schopni obnovit svou moc nad Walesem, ale Glyndŵrovi se podařilo uniknout. Jako reakci na tuto vzpouru byl anglickým parlamentem vydán roku 1402 zákon, který zakazoval Velšanům nosit zbraň, zastávat úřad a bydlet v opevněných městech. Tato omezení se také vztahovala na Angličany, kteří se oženili s velšskými ženami. Jindřich VIII. inicioval v letech 1535 až 42 přijetí zákonů, na jejichž základě se stal Wales součástí Anglie, velšské zákony byly zrušeny a velština zakázána jako oficiální jazyk. Byly ustanoveny hranice Walesu a zástupci jeho hrabství byli voleni do parlamentu.

## Symbolika

vlajky:
Llywelynův prapor kolem 1240–1282
vlajka Aberffrawů do roku 1378 (nezávislé knížectví)
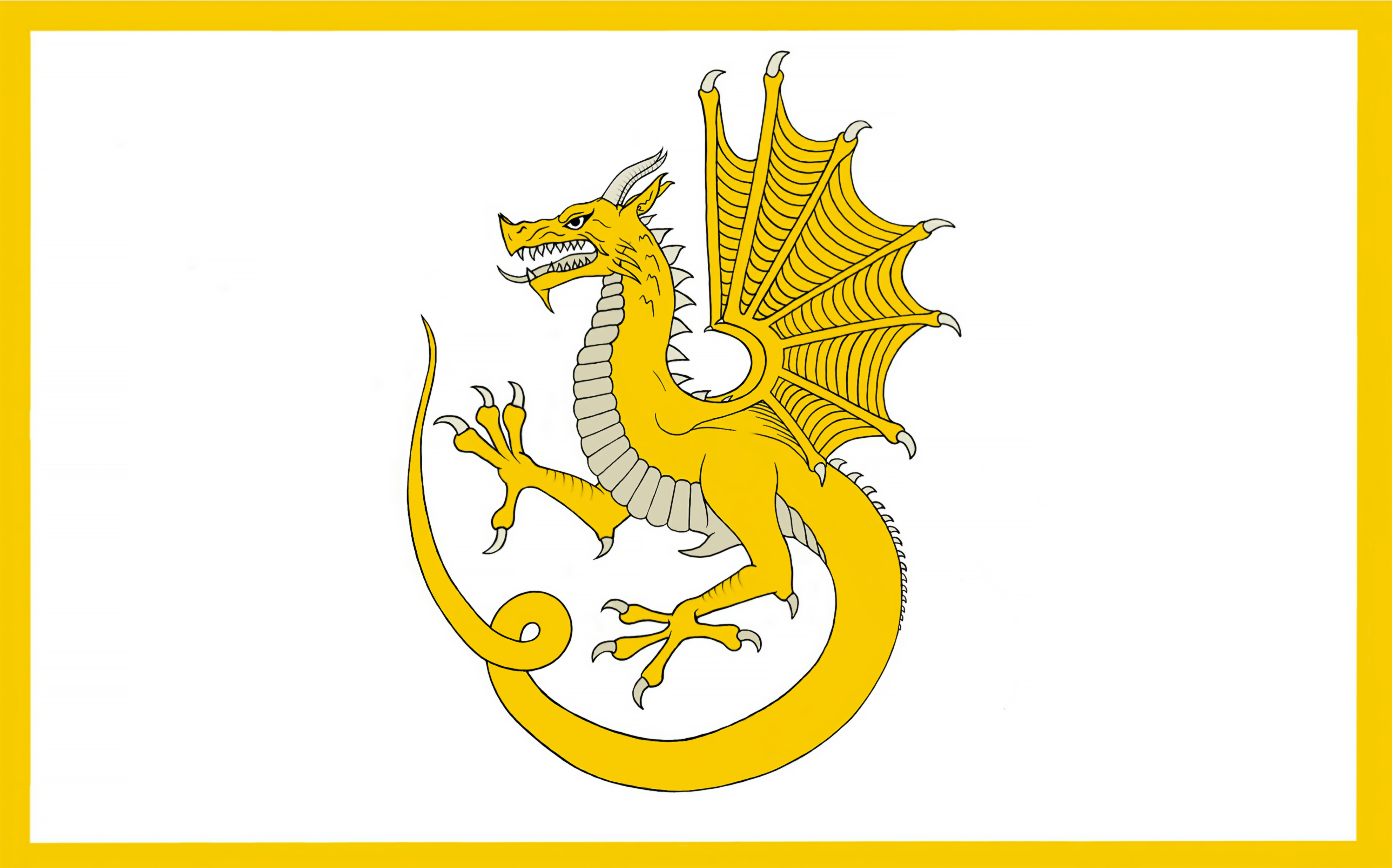
Owainův prapor kolem 1400–1416 (válka za nezávislost)
1404–asi 1415 (válka za nezávislost)
vlajka Anglie 1406–1603 (anglická nadvláda)

erby velšských knížat, resp. Walesu:
znak Aberffrawů do roku 1282 (nezávislé knížectví)
asi 1282–1283 (konec nezávislosti)
1303–1307 (počátek anglické nadvlády)
1343–1377
1399–1509
1404–asi 1415 (válka za nezávislost)

1610–1688
1714–1801
1801–1820
1841–1910
1911–současnost